# آستان جانان
آستان جانان نام آلبوم موسیقی سنتی ایرانی است در آواز بیات زند و آواز بیات کُرد با صدای محمدرضا شجریان که در سال ۱۳۶۲ در سفارت ایتالیا در تهران اجرا و در سال ۱۳۶۴ منتشر شده‌است. آهنگسازی این آلبوم را پرویز مشکاتیان انجام داده‌است. اشعار این آلبوم از سروده‌های حافظ و باباطاهر هستند.

## هنرمندان
- خواننده: محمدرضا شجریان
- سنتور: پرویز مشکاتیان
- تنبک: ناصر فرهنگ فر

## بخش‌های آلبوم
- پیش‌درآمد سرانداز
- تکنوازی سنتور
- چهارمضراب سروناز
- ساز و آواز (درآمد بیات ترک، گشایش، داد، شکسته، فرود)
- ساز و آواز (شهابی، قطار)
- تصنیف آستان جانان (غزل حافظ)
- تکنوازی سنتور (بیات ترک، فرود به شور)
- تکنوازی سنتور - قطعه ضربی (کردبیات)
- ساز و آواز (کردبیات، حزین، عشاق، بسته نگار، فرود)
- ساز و آواز (دشتستانی، قوچانی، سارنگی، خسروشیرین، غم‌انگیز، دیلمان)
- تصنیف شیدایی (غزل حافظ)

## آواز

### آواز یکم: کی شعر ترانگیزد، خاطر که حزین باشد
غزل حافظ، مشخصات عروضی: بر وزن: مفعول مفاعیلن مفعول مفاعیلن؛ بحر: هزج مثمن اخرب
(درآمد بیات ترک)

کی شعر تر انگیزد خاطر که حزین باشد
یک نکته از این معنی گفتیم و همین باشد
(درآمد بیات ترک)

از لعل تو گر یابم انگشتری زنهار
صد ملک سلیمانم در زیر نگین باشد
(دشتی (امیری))

غمناک نباید بود از طعن حسود ای دل!
شاید که چو وابینی خیر تو در این باشد
(جامه دران)

هر کو نکند فهمی زین کلک خیال‌انگیز

هر کو نکند فهمی زین کلک خیال‌انگیز
نقشش به حرام ار خود صورتگر چین باشد
(جملهٔ دوم شکسته)

جام می و خون دل هر یک به کسی دادند

جام می و خون دل هر یک به کسی دادند
در دایره قسمت اوضاع چنین باشد
در دایره قسمت اوضاع چنین باشد
(جملهٔ اول شکسته)

هر کو نکند فهمی زین کلک خیال‌انگیز
نقشش به حرام ار خود صورتگر چین باشد
(جملهٔ سوم شکسته (اوج شکسته))

در کار گلاب و گل حکم ازلی این بود
کین شاهد بازاری وان پرده نشین باشد
(دشتی (امیری))

غمناک نباید بود از طعن حسود ای دل!
شاید که چو وابینی، شاید که چو وابینی خیر تو در این باشد
(فرود)

آن نیست که حافظ را رندی بشد از خاطر
کین سابقهٔ پیشین تا روز پسین باشد

### آواز دوم: سری دیرم که سامونش نمی‌بو
شعر از بابا طاهر، دیوان دو بیتی ها؛ مشخصات عروضی: بر وزن: مفاعیلن مفاعیلن فعولن (ترانه، دوبیتی)؛ بحر: هزج مسدس محذوف.
(شهابی)

سری دیرم که سامونش نمی‌بو
غمی دیرم که پایانش نمی‌بو، نمی‌بو
(شهابی)

اگر باور نداری سوی من آی، سوی من آی
ببین دردی که درمانش نمی‌بو، نمی‌بو، نمی‌بو
(قطار)

خوش آن ساعت که یار از در درآیو
شو هجرون و روز غم سر آیو
(قطار)

ز دل بیرون کنم جان را به صد شوق
همین واجم که جایش دلبر آیو

### آواز سوم: سینه مالامال درد است، ای دریغا مرهمی
غزل حافظ؛ مشخصات عروضی: بر وزن: فاعلاتن فاعلاتن فاعلاتن فاعلن؛ بحر:رمل مثمن محذوف
(جملهٔ اول کرد بیات)

سینه مالامال درد است، ای دریغا مرهمی
دل ز تنهایی به جان آمد، خدا را همدمی، خدا را همدمی
(جمله دوم کرد بیات)

چشم آسایش که دارد از سپهر تیزرو
ساقیا جامی به من ده تا بیاسایم دمی
(حزین فرود به شور)

زیرکی را گفتم این احوال بین، خندید و گفت
صعب روزی، بوالعجب کاری، پریشان عالمی
(عشاق)

آدمی در عالم خاکی نمی‌آید به دست
عالمی دیگر بباید ساخت وز نو آدمی
(عشاق و تحریر بسته نگار)

اهل کام و ناز را در کوی رندی راه نیست
اهل کام و ناز را در کوی رندی راه نیست
رهروی باید جهانسوزی، نه خامی بی غمی
(حزین فرود)

در طریق عشق بازی امن و آسایش بلاست
ریش باد آن دل که با درد تو خواهد مرهمی
(سلمک فرود)

گریهٔ حافظ چه سنجد پیش استغنای عشق
گریهٔ حافظ چه سنجد پیش استغنای عشق
که اندر این طوفان نماید هفت دریا شبنمی هفت دریا شبنمی

### آواز چهارم: دلا از دست تنهایی به جونم
شعر از باباطاهر، دیوان دو بیتی ها؛ مشخصات عروضی: بر وزن: مفاعیلن مفاعیلن فعولن؛ بحر: هزج مسدس محذوف.
(درآمد شور)

دلا از دست تنهایی به جونم

دلا از دست تنهایی به جونم
ز آه و نالهٔ خود در فغونم
شوان تار از درد جدایی
کره فریاد مغز استخونم
(دشتستانی)

عزیزون از غم و درد جدایی
به چشمونم نمانده روشنایی
گرفتارم به دام غربت و درد
نه یار و همدمی نه آشنایی
نه یار و همدمی نه آشنایی
(دشتستانی)

فلک کی بشنوه آه و فغونم

فلک کی بشنوه آه و فغونم
به هر گردش زنه آتش به جونم
یک عمری بگذرونم با غم و درد، خدا با غم و درد
به کام دل نگرده آسمونم
(دشتستانی)

نمی‌دونم دلم دیوونهٔ کیست

نمی‌دونم دلم دیوونهٔ کیست، دوست، دوست
اسیر نرگس مستونهٔ کیست
نمی‌دونم دل سرگشتهٔ مو، داد و بیداد، داد و بیداد
کجا می‌گردد و در خونه کیست
(دشتستانی)

نصیب کس نبی درد دل مو، آی جانم
که بسیاره غم بی‌حاصل مو، آی یارم
کسی بو از غم و دردم خبردار، ای یارم، ای یارم
که داره مشکلی چون مشکل مو
(قوچانی)

دلی دیرم که بهبودش نمی‌بو
نصیحت می‌کنم سودش نمی‌بو
به بادش می‌دهم نهش می‌بره باد، نهش می‌بره باد
بر آتش می‌نهم دودش نمی‌بو
(سارنگی)

بود درد مو و درمونم از دوست

بود درد مو و درمونم از دوست
بود وصل مو و هجرونم از دوست
اگه قصابم از تن واکره پوست، واکره پوست، داد و بیداد
جدا هرگز نگرده جونم از دوست
(خسرو و شیرین)

مو آن آزردهٔ، مو آن آزردهٔ بی خانمونم، داد و بیداد، داد و بیداد
مو آن محنت نصیب سخت جونم، داد و بیداد، داد و بیداد
مو آن سرگشته خارم در بیابون
که هر بادی وزه پیشش دوونم، داد و بیداد
(دشتستانی)

به صحرا بنگرم صحرا ته وینم
به دریا بنگرم دریا ته وینم
به هر جا بنگرم کوه و در و دشت، در و دشت
نشان از قامت رعنا ته وینم، داد و بیداد، داد و بیداد
(غم‌انگیز)

مو که افسرده حالم چون ننالم، چون ننالم
شکسته پر و بالم چون ننالم، چون ننالم
همه گویند فلانی ناله کم کن، ناله کم کن، ناله کم کن
ته آیی در خیالم چون ننالم، چون ننالم
(دیلمان)

به آهی گنبد خضرا بسوجم
فلک را جمله سر تا پا بسوجم
بسوجم ار نه کارم را بساجی
چه فرمایی؟ بساجی یا بسوجم؟
بسوجم ار نه کارم را بساجی، بی مروت، بی مروت
چه فرمایی؟ بساجی یا بسوجم؟
(دشتستانی فرود به شور)

غم عشقت بیابون پرورم کرد
هوای بخت، بی بال و پرم کرد
به مو گفتی صبوری کن، صبوری
صبوری طرفه خاکی بر سرم کرد، ای دوست

## ترانه

### تصنیف یکم: آستان جانان (غزل حافظ)
راهی بزن که آهی بر ساز آن توان زد
شعری بخوان که با آن رطل گران توان زد
شد رهزن سلامت زلف تو وین عجب نیست
گر راه زن تو باشی صد کاروان توان زد
بر آستان جانان گر سر توان نهادن
گلبانگ سربلندی بر آسمان توان زد
درویش را نباشد ره به (برگ) سرای سلطان
ماییم و کهنه دلقی کاتش در آن توان زد
قد خمیده ما سهلت نماید اما
بر چشم دشمنان تیر از این کمان توان زد

### تصنیف دوم: شیدایی (دو غزل حافظ)
در همه دیر مغان نیست چو من شیدایی
خرقه جایی گرو باده و دفتر جایی
دل که آئینه صافی است غباری دارد
وز خدا می‌طلبم صحبت روشن رایی
شرح این قصه مگر شمع برآرد به زبان
ورنه پروانه ندارد به سخن پروایی
کشتی باده بیاور که مرا بی رخ دوست
گشته هر گوشه چشم از غم دل دریایی
- - -

زین دایره مینا خونین جگرم می‌ده
تا حل کنم این مشکل در ساغر مینایی